# Rosa Maria Molló i Llorens
Rosa Maria Molló i Llorens (Lleida, 14 de gener de 1963) és una periodista catalana, vicepresidenta del Consell de l'Audiovisual de Catalunya (CAC) des del març de 2022.

## Biografia
Llicenciada en Periodisme per la Universitat Autònoma de Barcelona, ha desenvolupat la seva carrera fonamentalment a televisió, encara que els seus inicis professionals es troben al món de les ones, concretament a Radio Nacional de España, emissora en la qual treballà entre 1984 i 1987. Aquell any assumí el càrrec de directora de Ràdio Vilafranca del Penedès per complir amb èxit l'encàrrec de la completa renovació de l'emissora. El 1988 es traslladà a la Universitat d'Indiana Bloomington per ampliar coneixements en semiòtica.
El 1989 ingressà a la Corporació Radio Televisió Espanyola com a reportera al Centre Territorial de Catalunya. A la cadena pública desenvolupà tota mena de funcions gairebé sempre en programes en directe, de debat i entrevistes, com els històrics Teledues o Giravolt. Durant els següents anys s'especialitzà definitivament en informatius exercint diverses responsabilitats com a editora, presentadora i enviada especial. En aquella mateixa etapa (1991-1995) també exercí com a professora associada al Departament de Periodisme i Comunicació de masses de la Universitat Autònoma de Barcelona. El 2001 cobrí per TVE la Guerra de l'Afganistan, incorporant-se al seu retorn al programa de reportatges de recerca Línea 900.
El gener de 2003 fou nomenada corresponsal de TVE a Nova York, cobrint des d'aquell lloc l'intens debat a l'ONU i posterior guerra de l'Iraq; dues eleccions presidencials, i esdeveniments de gran impacte social com l'huracà Katrina o l'inici de la crisi econòmica mundial de 2008.
El 2009 fou designada cap de l'oficina de TVE a l'Àsia-Pacífic amb seu a Pequín. Les conseqüències de l'històric terratrèmol de Chengdu, els conflictes ètnics a Ürümchi, el cost humà del creixement desigual, i les violacions dels drets humans són altres exemples de temes que centraren els seus treballs més destacats durant aquesta etapa.
L'agost de 2010 es traslladà a Jerusalem assumint la direcció de la corresponsalia de TVE a l'Orient Mitjà. Les conseqüències de la paralització del procés de pau entre Israel i Palestina; la creixent influència de Iran a la regió; la Rebel·lió líbia, i la Revolució egípcia fins a la caiguda de Hosni Mubàrak centraren bona part de la seva cobertura a la zona. El seu periodisme narratiu, intentant acostar sempre a les seves cròniques veus amb freqüència silenciades, i el seu estil arriscat i rigorós fou recompensat per la Federació d'Associacions de Ràdio i Televisió d'Espanya concedint-li el Micròfon d'Or 2011. Aquell mateix any també fou finalista del Premi José Couso de llibertat de premsa per la seva trajectòria professional. L'agost de 2011 deixà la corresponsalia de l'Orient Mitjà.
El 2012 decidí instal·lar-se a Nova York per treballar com a coach de rendiment, lideratge i gestió per una empresa de management. Des del gener del 2019 treballà a l'àrea de Transformació Cultural i Projectes Estratègics de RTVE. El setembre de 2019 s'anuncià que presentaria el programa Informe Semanal. Des del juny del 2020 dirigí la comunicació corporativa de RTVE.